# Little Harbour East (Burin)
Little Harbour East is een gemeentevrij dorp in de Canadese provincie Newfoundland en Labrador. De plaats ligt aan de zuidkust van het eiland Newfoundland en bevindt zich op het schiereiland Burin.

## Geografie
Little Harbour East ligt aan Route 212, in het uiterste noordwesten van het schiereiland Burin. De plaats is gevestigd aan een natuurlijk haventje van Fortune Bay. Twee kilometer naar het zuidwesten toe ligt het dorp Harbour Mille. Bij de Canadese Census worden beide dorpen als één designated place gerekend, namelijk Harbour Mille-Little Harbour East. Andere nabijgelegen plaatsen zijn Little Bay East, Bay L'Argent en St. Bernard's-Jacques Fontaine.